# P. A. Backer
P. A. Backer (Malayalam: പി.എ. ബക്കർ; * 1940 in Thrissur, Cochin; † 22. November 1993 in Thiruvananthapuram, Kerala) war ein indischer Filmregisseur des Malayalam-Films.

## Leben
P. A. Backer arbeitete als Journalist für die Zeitungen „Kuttikal“ und „Poomattukal“, dann ab 1960 als Assistent des Filmregisseurs Ramu Kariat. 1969 war er unabhängiger Produzent von P. N. Menons Olavum Theeravum, einem bedeutenden Werk des New Indian Cinema in Malayalam. Als erste eigene Regiearbeit veröffentlichte Backer 1975 das politische Liebesdrama Kabani Nadi Chuvannappol, das seinerzeit im Kontext der Notstandsregierung in Indien Zensureinschnitte hinnehmen musste. Der Film beeinflusste die Arbeit anderer keralesischer Regisseure wie John Abraham, Raveendran und T. V. Chandran. Zu Backers wichtigen Filmen gehören auch seine folgenden sozialkritischen Filme Manimuzhakkum (1976), Chuvanna Vithukal (1976) und Sanghaganam (1979). Sein Shri Narayana Guru (1985) wurde mit den Nargis Dutt Award für nationale Integration ausgezeichnet.

## Filmografie
- 1975: Kabani Nadi Chuvannappol
- 1976: Manimuzhakkum
- 1976: Chuvanna Vithukal
- 1979: Sanghaganam
- 1979: Manninte Maril
- 1979: Unarthupattu
- 1981: Charam
- 1982: Chappa
- 1985: Prema Lekhanam
- 1985: Shri Narayana Guru
- 1987: Innaleyude Baaki